# Харран
Харра́н або Ка́рри (тур. Harran; лат. Carrhae; від аккад. Harrânu — «розвилка») — стародавнє місто в Туреччині. Розташоване в північному Межиріччі, вперше згадане у хеттському Богазкейському архіві, а також у Старому Завіті й ассирійських царських написах. Нині — адміністративний центр однойменного району в турецькій провінції Шанлиурфа.

## Історія

### Старий Завіт
Харран — одне з найдавніших міст світу. Не раз згадується в біблійній Книзі Буття. Сім'я Тераха разом з його сином Авраамом вийшла з Уру халдейського та поселилася у Харрані. Там Терах помер і був похований (Бут. 11:31-32). У цій місцевості також жив Лаван, брат Ревеки (Бут. 27:43). Земля Харран мала торгові стосунки з Тіром (Єз. 27:23) і була підкорена ассирійцями (2Цар. 19:12).

### Частина Ассирії
В останній третині II тисячоліття до н. е. Харран був завойований ассирійцями, що просувалися на захід і став (при Саргоні II) невід'ємною частиною  Ассирії.
Місто було відоме храмом бога Місяця Сіна, храм якого був збудований за вавилонського царя Набоніда. З 3-го тисячоліття до н. е. і аж до Середньовіччя Харран був важливим торговим пунктом, до кінця VII століття до н. е. — провінційної столицею в  Ассирії.

### Вавилонське панування
Під Харраном вавилонський цар Набопаласар 25 липня 616 до н. е. переміг ассирійську армію на березі Євфрата. У червні 609 до н. е. новий цар Ассирії Ашшур-убалліт II разом з фараоном Нехо II безуспішно спробували відбити Харран. З жовтня 539 до н. е. Харран увійшов до складу  ахеменідської імперії, а з 323 до н. е. — селевкідської.

## Під владою Риму
Після цього в Харрані були розселені ветерани армії Олександра Македонського, пізніше місто потрапило у територію Парфії. У період першого безпосереднього контакту з римлянами під час парфянської кампанії Красса у 53 до н. е. Харран входив у клієнтельське царство Парфії Осроену, саме при Каррах Рим зазнав одну з найбільших поразок у своїй історії. У 214 р. Каракалла присвоїв Каррам статус колонії і відвідав їх у квітні 217, проте був там убитий префектом преторія Макріном. Карри оточували давні міські стіни 4 км завдовжки.
У часи Багдадського халіфату Харран був центром Сабеїзму — релігії, заснованої на поклонінні зіркам.

## Відомі особистості
- Набонід (правильно Набу-Наід) — цар Вавилонії з травня 556 по 29 жовтня 539 до н. е
- Сабіт ібн Курра (826/826-901) — астроном, математик і лікар IX ст.
- Аль-Баттані (858—929) — арабський астроном і математик
- Ібн Таймія (1263—1328) — ісламський правознавець ханбалітського мазхаба, теолог.